# 비츠 퍼 미닛
비츠 퍼 미닛(영어: Beats Per Minute)은 뉴욕 및 로스앤젤레스에 사를 두고 있는 온라인 출판사로 음악에 대한 리뷰, 뉴스, 인터뷰, 기사 등을 게재한다. 본래 원 서티 BPM(One Thirty BPM)이란 이름이었으나. 2012년 1월 현재의 이름으로 바꾸었다.
2008년 다섯 명의 직원으로 시작하여 현재 미국, 영국, 뉴질랜드, 독일, 오스트레일리아, 스웨덴에서 50명이 넘는 직원이 존재한다.
비츠 퍼 미닛은 메타크리틱에서 사용하는 출판사 중 하나이다.

## 점수
비츠 퍼 미닛은 0%에서 100%로 리뷰에 대한 점수를 매긴다. 아래는 100%를 받은 음반 목록이다.
첫 발매:
- 카니예 웨스트 - My Beautiful Dark Twisted Fantasy[5]

재발매 및 컴필레이션:
- 비틀즈  - 1967–1970 (The Blue Album)[6]
- 비틀즈 - Abbey Road[7]
- 비틀즈 - The Beatles[8]
- 비틀즈 - Past Masters[9]
- 비틀즈 - Revolver[10]
- 비틀즈 - Rubber Soul[11]
- 비틀즈 - Sgt. Pepper's Lonely Hearts Club Band[12]
- 데이비드 보위 - Station to Station[13]
- 롤링 스톤스 - Exile on Main Street[14]
- 더 스미스 - The Sound of The Smiths[15]
- 위저 - Pinkerton[16]

## 공식 웹사이트
- 공식 웹사이트